# Theo James
Theodore Peter James Kinnaird Taptiklis (født 16. december 1984) bedre kendt som Theo James, er en engelsk skuespiller. Han er kendt for sin rolle som Tobias "Four" Eaton i filmatisering af Veronica Roths dystopiske sci-fi roman, Divergent, og Insurgent, og den næste i rækken Allegaint (Divergent).

## Filmografi

### Film
| År   | Titel                              | Rolle               | Noter             |
| ---- | ---------------------------------- | ------------------- | ----------------- |
| 2010 | You Will Meet a Tall Dark Stranger | Ray                 |                   |
| 2011 | The Inbetweeners Movie             | James               |                   |
| 2012 | Underworld: Awakening              | David               |                   |
| 2012 | The Domino Effect                  | Dinner Party guest  |                   |
| 2014 | Divergent                          | Tobias "Four" Eaton |                   |
| 2014 | Franny                             | Luke                |                   |
| 2015 | London Fields                      | Guy Clinch          | Under indspilning |
| 2015 | The Divergent Serie: Insurgent     | Tobias "Four" Eaton | Post-produktion   |
| 2015 | Underworld: Next Generation        | David               | I Udvikling       |
| 2015 | The divergent serie: allegiant     | Tobias "Four" Eaton |                   |
| 2017 | Backstabbing for beginners         | Michael             |                   |

| År   | Titel              | Rolle                     | Noter      |
| ---- | ------------------ | ------------------------- | ---------- |
| 2010 | A Passionate Woman | Alex "Craze" Crazenovski  |            |
| 2010 | Downton Abbey      | Kemal Pamuk               | 1 episoder |
| 2011 | Bedlam             | Jed Harper                | 6 episoder |
| 2012 | Case Sensitive     | Aidan Harper              | 2 episoder |
| 2012 | Room at the Top    | Jack Wales                | 2 episoder |
| 2013 | Golden Boy         | Walter William Clark, Jr. |            |
|      |                    |                           |            |